# Лютцельбах
Лютцельбах (нім. Lützelbach) — громада в Німеччині, знаходиться в землі Гессен. Підпорядковується адміністративному округу Дармштадт. Входить до складу району Оденвальд.
Площа — 35,46 км2. Населення становить 6834 ос. (станом на 31 грудня 2020).